# Roland Guneš
Roland Guneš, także Roland Gunesch (ur. 25 marca 1944 w Daia) – rumuński piłkarz ręczny, medalista olimpijski.
Dwukrotny uczestnik letnich igrzysk olimpijskich. Na igrzyskach w Monachium zagrał w sześciu spotkaniach (19 bramek), zdobywając brązowy medal olimpijski. Cztery lata później zagrał w trzech meczach (bez gola), tym razem zdobył srebro. 
W kadrze narodowej debiutował w 1965 roku. W 1967 zdobył brązowy medal mistrzostw świata w Szwecji, w 1970 i 1974 mistrz świata.
W seniorskiej reprezentacji zagrał 174 spotkania, strzelając 254 bramki. Wliczając spotkania we wszystkich kadrach Rumunii, reprezentował swój kraj w 181 spotkaniach (281 trafień).
Żonaty z Magdą Guneš (Gunnesch).